# Le Pape (Hugo)
Pour les articles homonymes, voir Le Pape.
Le Pape (1878) est un poème de Victor Hugo.
À la fois critique satirique de la papauté et exposé de la pensée religieuse et humaine du poète, l'œuvre est présentée comme un « rêve en deux scènes ». Elle parut le 29 avril 1878, mais avait été en fait presque entièrement écrite en 1874-1875, dans la ligne de l'anticléricalisme croissant de l'auteur et de la nouvelle IIIe République, et en réaction entre autres au principe de l'infaillibilité pontificale établi en 1870 par le pape Pie IX lors du concile Vatican I.

## Composition
Le poème est composé de 2 scènes et 19 sections :
I. Scène première : Sommeil
1. Paroles dans le ciel étoilé
2. Les rois entrent
3. Le pape sur le seuil du Vatican
4. Le synode d’Orient
5. Un grenier
6. Le pape aux foules
7. L’infaillibilité
8. En voyant passer des brebis tondues
9. Pensif devant le destin
10. On construit une Église
11. En voyant une nourrice
12. Un champ de bataille
13. La guerre civile
14. Il parle devant lui dans l’ombre
15. Malédiction et bénédiction
16. En voyant un petit enfant
17. Un échafaud
18. Pensif devant la nuit
19. Entrant à Jérusalem

II. Scène deuxième : Réveil
La première scène montre le Pape s'endormant après avoir longtemps cherché le sommeil. Il se voit alors en rêve, rejetant les dogmes de l'Église catholique pour revenir à la pureté du Christ, bon envers les faibles et les pauvres et intransigeant envers les puissants, incarnation de la condition humaine. Dans une seconde scène lapidaire, le Pape se réveille, terrifié d'avoir fait un tel cauchemar... Il court à l'église pour se confesser ! Il avoue voir Dieu dans des songes.

## Édition illustrée
Le Pape. Vingt et une compositions dessinées et gravées par Jean-Paul Laurens (1885). Ouvrage numérisé par le Centre de Ressources Jacques-Seebacher.